# Turn on the Bright Lights
Turn on the Bright Lights (Matador, 2002) is het debuutalbum van Interpol, een uit New York afkomstige rockband. Het album dankt zijn naam aan een regel uit het liedje NYC. Met dit album verwierf Interpol een redelijke bekendheid. De singles waren Obstacle 1, Say Hello to the Angels/ NYC en PDA. Een remix van Obstacle 1 door Arthur Baker werd apart uitgegeven als een single. Als bonustracks werden de liedjes Interlude en Specialist toegevoegd, alsook twee live-opnames die gemaakt waren tijdens het radioprogramma van John Peel. Deze bonustracks zijn alleen te vinden op de Japanse, Mexicaanse en Australische versies van het album. 

## Tracklist
1. Untitled – 3:56
2. Obstacle 1 – 4:11
3. NYC – 4:20
4. PDA – 4:59
5. Say Hello to the Angels – 4:28
6. Hands Away – 3:05
7. Obstacle 2 – 3:47
8. Stella Was a Diver and She Was Always Down – 6:27
9. Roland – 3:35
10. The New – 6:07
11. Leif Erikson – 4:00